# Pentaceraster westermanni
Pentaceraster westermanni is een zeester uit de familie Oreasteridae. De wetenschappelijke naam van de soort werd in 1871 gepubliceerd door Christian Frederik Lütken.